# Codi E
Els codis E, en anglès E numbers són codis numèrics per als additius alimentaris dels quals se n'ha avaluat l'ús dins la Unió Europea. El prefix «E» significa Europa. Aquests codis es troben normalment a les etiquetes dels productes alimentaris de tots els països de la Unió Europea. L'avaluació de la seguretat i l'aprovació són responsabilitat de l'Agència Europea de Seguretat Alimentària. El sistema seguit de numeració és determinat pel comitè del Codex Alimentarius Aquests codis també es troben en les etiquetes d'altres països com els del Golf aràbic, Austràlia, Nova Zelanda i Israel. A Austràlia i Nova Zelanda s'omet el prefix "E". S'incrementa l'ús als Estats Units però encara és rar trobar-los sinó és en productes importats. Al Canadà l'ús d'aquests codis és més corrent.

## Classificació
| Colors                                                     |                                 |
| 100–109                                                    | grocs                           |
| 110–119                                                    | taronja                         |
| 120–129                                                    | vermells                        |
| 130–139                                                    | blaus & violes                  |
| 140–149                                                    | verds                           |
| 150–159                                                    | marrons & negres                |
| 160–199                                                    | daurats i altres                |
| Conservants                                                |                                 |
| 200–209                                                    | sorbats                         |
| 210–219                                                    | benzoats                        |
| 220–229                                                    | sulfits                         |
| 230–239                                                    | fenols & metanoats              |
| 240–259                                                    | nitrats                         |
| 260–269                                                    | acetats (etanoats)              |
| 270–279                                                    | lactats                         |
| 280–289                                                    | propionats (propanoats)         |
| 290–299                                                    | altres                          |
| Antioxidants & regulador d'acidesa                         |                                 |
| 300–305                                                    | ascorbats (vitamina C)          |
| 306–309                                                    | Tocoferol (vitamina E)          |
| 310–319                                                    | gal·lats & eritorbats           |
| 320–329                                                    | lactats                         |
| 330–339                                                    | citrats & tartrats              |
| 340–349                                                    | fosfats                         |
| 350–359                                                    | malats & adipats                |
| 360–369                                                    | succinats & fumarats            |
| 370–399                                                    | altres                          |
| espessidors, estabilitzadors & emulgents                   |                                 |
| 400–409                                                    | alginats                        |
| 410–419                                                    | gomes naturals                  |
| 420–429                                                    | altres agents naturals          |
| 430–439                                                    | polioxietè, compostos de        |
| 440–449                                                    | emulgents naturals              |
| 450–459                                                    | fosfats                         |
| 460–469                                                    | cel·lulosa, compostos de        |
| 470–489                                                    | àcids grassos & compostos de    |
| 490–499                                                    | altres                          |
| Reguladors de pH i agents antiaglomerants                  |                                 |
| 500–509                                                    | àcids minerals & bases          |
| 510–519                                                    | clorurs & sulfats               |
| 520–529                                                    | sulfats & hidròxids             |
| 530–549                                                    | metalls alcalins, compostos de  |
| 550–559                                                    | silicats                        |
| 570–579                                                    | estearats & gluconats           |
| 580–599                                                    | altres                          |
| Saboritzants                                               |                                 |
| 620–629                                                    | glutamats                       |
| 630–639                                                    | inosinats                       |
| 640–649                                                    | altres                          |
| Antibiòtics                                                |                                 |
| 700–713                                                    |                                 |
| Miscel·lanis                                               |                                 |
| 900–909                                                    | ceres                           |
| 910–919                                                    | glacejants sintètics            |
| 920–929                                                    | agents milloradors de la farina |
| 930–949                                                    | gasos d'empaquetat              |
| 950–969                                                    | edulcorants                     |
| 990–999                                                    | agents escumants                |
| Productes químics addicionals                              |                                 |
| Nous productes que no entren en la classificació estàndard |                                 |

NB: No tots els exemples d'una classe entren dins el rang numèric donat. Encara més molts productes químics, particularment en el rang E400–499, tenen una varietat de finalitats.

## Alguns exemples de la llista
- E100 Curcumina, turmeric
- E101 Riboflavina (Vitamina B₂) (color groc taronja)
- E101aRiboflavina-5'-Fosfat
- E102 Tartracina
- E140 Clorofil·la i clorofil·lina (color verd)
- E150a Colorant de caramel
- E160d Licopè
- E161b Luteïna
- E200 àcid sòrbic (conservant)
- E250 nitrit de sodi (conservant)
- E260 àcid acètic (conservant)
- E270 àcid làctic (conservant)
- E300 àcid ascòrbic (Vitamina C, antioxidant)
- E920 cisteïna (agent de millora per la panificació)